# Sjúbídú
Sjúbídú ("Shoobe - Doo") foi a canção islandesa no Festival Eurovisão da Canção 1996 que teve lugar no sábado 18 de maio de 1996.
A referida canção foi interpretada em islandês por Anna Mjöll.Foi a décima-nona canção a ser interpretada na noite do festival, a seguir à canção finlandesa "Niin kaunis on taivas", interpretada por Jasmine e antes da canção polaca "Chcę znać swój grzech...", cantada por Kasia Kowalska. Terminou a competição em décimo-terceiro lugar, tendo recebido um total de 51 pontos.
No ano seguinte, em 1997, a Islândia fez-se representar com a canção Minn hinsti dans, interpretada por Paul Oscar.

## Autores
- Letrista: Anna Mjöll Ólafsdóttir,
Ólafur Gaukur Þórhallsson
- Compositor: Anna Mjöll Ólafsdóttir,
Ólafur Gaukur Þórhallsson
- Orquestrador: Ólafur Gaukur

## Letra
A canção fala-nos da globalização da música popular. Mjöll pergunta aos se eles se recordam de cantores como Louis Armstrong, Frank Sinatra, Elvis Presley e Billie Holiday. Ela canta que todos eles cantam (ou talvez como no caso de Dizzy Gillespie's tocam) "Shoobe-doo". este som, segundo ela pode ser compreendido "de Skagaströnd a Timbuktu".

## Versões
Mjöll lançou uma versão em inglês desta canção, intitulada "Shoobe-doo".